# Rastellus
Rastellus là một chi nhện trong họ Ammoxenidae.

## Các loài
Tính đến  tháng 4 năm 2019 it contains seven species:
- Rastellus africanus Platnick & Griffin, 1990 – Namibia, Botswana
- Rastellus deserticola Haddad, 2003 – South Africa
- Rastellus florisbad Platnick & Griffin, 1990 – South Africa
- Rastellus kariba Platnick & Griffin, 1990 – Zimbabwe
- Rastellus narubis Platnick & Griffin, 1990 – Namibia
- Rastellus sabulosus Platnick & Griffin, 1990 – Namibia
- Rastellus struthio Platnick & Griffin, 1990 – Namibia, Botswana